# Hernansancho
Hernansancho település Spanyolországban, Ávila tartományban. Hernansancho Blascosancho, Vega de Santa María, Peñalba de Ávila, Gotarrendura, El Oso, San Pascual és Villanueva de Gómez községekkel határos. Lakosainak száma 142 fő (2024).

## Népesség
A település népessége az utóbbi években az alábbiak szerint változott:
| Lakosok száma | 227  | 220  | 215  | 210  | 200  | 185  | 171  | 159  | 156  | 142  |
|               | 2001 | 2004 | 2006 | 2009 | 2011 | 2014 | 2016 | 2019 | 2021 | 2024 |